# Base Comandant Ferraz
L'Estació Antàrtica Comandant Ferraz  (en portuguès i oficialment, Estação Antártica Comandant Ferraz) és una base permanent (operativa tot l'any) del Brasil. S'ubica en les coordenades geogràfiques 62° 05′ 0″ S, 58° 23′ 28″ O / 62.08333°S,58.39111°O; a la badia Almirallat de l'illa Rei Jordi, a l'arxipèlag de les Illes Shetland del Sud. Va ser inaugurada el 6 de febrer de 1984.
La base va ser batejada en honor del Comandant de la marina brasilera Luís Antônio de Carvalho Ferraz (1940–1982), hidrogràfic i oceanògraf que va visitar l'Antàrtida en dues oportunitats, a bord de vaixells britànics. Va tenir un paper decisiu en persuadir al govern del seu país per desenvolupar un programa antàrtic. Va morir sobtadament mentre representava el Brasil en una conferència oceanogràfica a Halifax, Canadà, dos anys abans de la inauguració de la base.
Les instal·lacions van patir un greu incendi l'any 2012, en la que van morir dues persones i un 70% de les dependències van quedar inutilitzades. L'any 2020 va inaugurar-se la nova base.

## Història

### Creació i primers anys en activitat

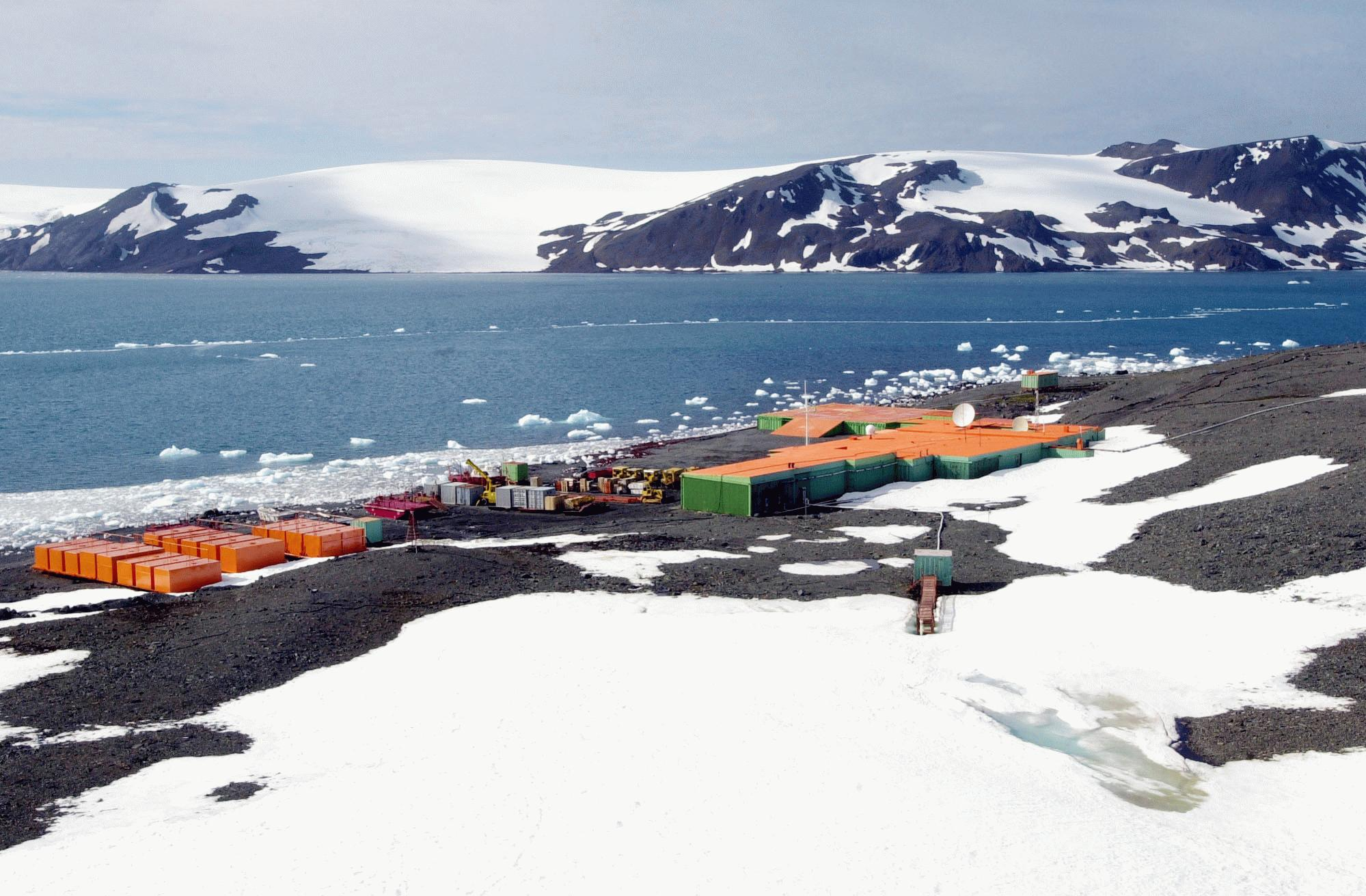
La base brasilera Comandant Ferraz.

A partir del 1986, la base va passar a ser dotada tot l'any per dos grups de vuit militars de la Marina del Brasil, més 24 investigadors a l'estiu i cinc a l'hivern. Anteriorment, els grups de militars es rellevaven en períodes de desembre a març. El març de 1996, es va realitzar la primera permanència contínua per dotze mesos.
La base comptava inicialment amb vuit mòduls, avui n'hi ha 62, constituïda per allotjaments, oficines, sala d'estar, infermeria, magatzems, cuina, bugaderia, biblioteca i un petit gimnàs. El 1994, s'hi va construir un heliport amb capacitat d'operar helicòpters de port mitjà.
La base Comandant Ferraz està construïda al mateix lloc on era l'antiga Base G britànica, i les danyades estructures de fusta de la vella base contrasten amb les brillants estructures metàl·liques de colors verd i ataronjat de la base brasilera, que va ser aixecada el 1984. Més amunt de la base hi ha un petit cementiri amb cinc creus. Tres són les tombes del personal de la British Antarctic Survey (BAS); la quarta commemora un líder de base de la BAS, perdut al mar; i la cinquena creu és la tomba d'un sergent ràdio-operador brasiler que va morir d'un atac cardíac a Ferraz, el 1990.

### Incendi i reconstrucció

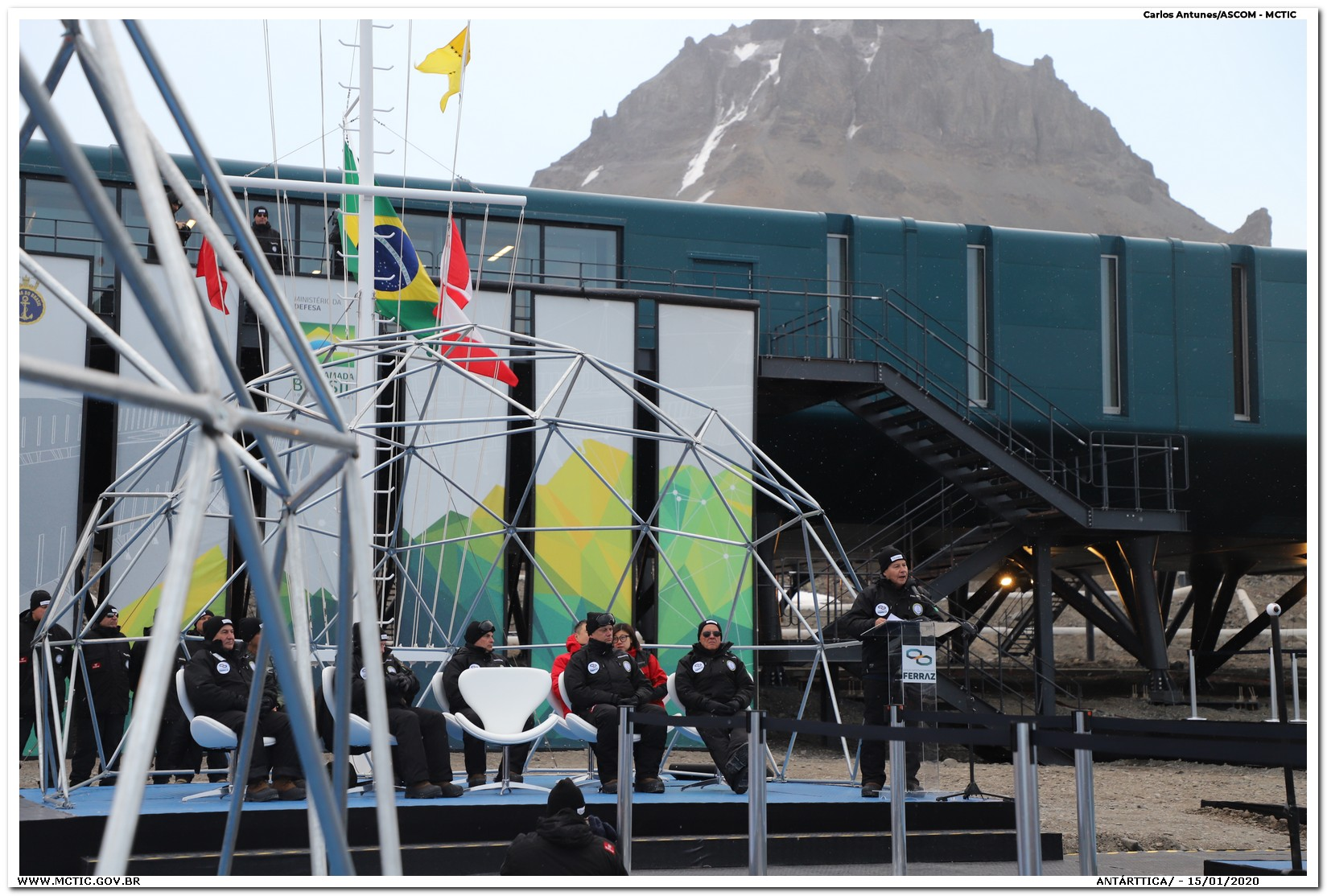
Inauguració de les noves instal·lacions de la Base Com.Ferraz, l'any 2020.

El 25 de febrer de 2012, un gran incendi originat en la sala de màquines de la base va destruir el 70% de les instal·lacions i va provocar dos morts i un ferit. Només es van salvar els mòduls apartats del nucli principal de la base. En aquell moment, Ferraz estava ocupat per 59 persones, que van haver de ser evacuades, a excepció d'una dotzena de soldats que van quedar-s'hi per controlar l'incendi i salvaguardar el material en bon estat.
L'activitat va aturar-se fins que el maig de 2013 van obrir els mòduls provisionals per acollir els investigadors destinats a Ferraz. La construcció de la nova base va allargar-se fins al gener de 2020, quan va ser inaugurada pel vicepresident Hamilton Mourão.

## Clima
| Paràmetres climàtics mitjans de l'Estació Antàrtica Comandant Ferraz | Paràmetres climàtics mitjans de l'Estació Antàrtica Comandant Ferraz | Paràmetres climàtics mitjans de l'Estació Antàrtica Comandant Ferraz | Paràmetres climàtics mitjans de l'Estació Antàrtica Comandant Ferraz | Paràmetres climàtics mitjans de l'Estació Antàrtica Comandant Ferraz | Paràmetres climàtics mitjans de l'Estació Antàrtica Comandant Ferraz | Paràmetres climàtics mitjans de l'Estació Antàrtica Comandant Ferraz | Paràmetres climàtics mitjans de l'Estació Antàrtica Comandant Ferraz | Paràmetres climàtics mitjans de l'Estació Antàrtica Comandant Ferraz | Paràmetres climàtics mitjans de l'Estació Antàrtica Comandant Ferraz | Paràmetres climàtics mitjans de l'Estació Antàrtica Comandant Ferraz | Paràmetres climàtics mitjans de l'Estació Antàrtica Comandant Ferraz | Paràmetres climàtics mitjans de l'Estació Antàrtica Comandant Ferraz | Paràmetres climàtics mitjans de l'Estació Antàrtica Comandant Ferraz |
| Mes                                                                  | Gen.                                                                 | Feb.                                                                 | Mar.                                                                 | Abr.                                                                 | Mai.                                                                 | Jun.                                                                 | Jul.                                                                 | Ago.                                                                 | Set.                                                                 | Oct.                                                                 | Nov.                                                                 | Des.                                                                 | Anual                                                                |
| -------------------------------------------------------------------- | -------------------------------------------------------------------- | -------------------------------------------------------------------- | -------------------------------------------------------------------- | -------------------------------------------------------------------- | -------------------------------------------------------------------- | -------------------------------------------------------------------- | -------------------------------------------------------------------- | -------------------------------------------------------------------- | -------------------------------------------------------------------- | -------------------------------------------------------------------- | -------------------------------------------------------------------- | -------------------------------------------------------------------- | -------------------------------------------------------------------- |
| Temperatura màxima registrada °C (°F)                                | 14,9 (58,8)                                                          | 10,8 (51,4)                                                          | 11,7 (53,1)                                                          | 10,9 (51,6)                                                          | 7,5 (45,5)                                                           | 9,5 (49,1)                                                           | 7,5 (45,5)                                                           | 7,8 (46)                                                             | 7,7 (45,9)                                                           | 10,1 (50,2)                                                          | 14,4 (57,9)                                                          | 12,7 (54,9)                                                          | 14,9 (58,8)                                                          |
| Temperatura mínima registrada °C (°F)                                | −5,2 (22,6)                                                          | −7,0 (19,4)                                                          | −10,2 (13,6)                                                         | −18,6 (−1,5)                                                         | −23,5 (−10,3)                                                        | −23,8 (−10,8)                                                        | −27,7 (−17,9)                                                        | −28,5 (−19,3)                                                        | −22,2 (−8)                                                           | −16,1 (3)                                                            | −12,0 (10,4)                                                         | −11,3 (11,7)                                                         | −28,5 (−19,3)                                                        |
| Temperatura diària màxima °C (°F)                                    | 4,3 (39,7)                                                           | 4,2 (39,6)                                                           | 3,3 (37,9)                                                           | 0,9 (33,6)                                                           | −0,5 (31,1)                                                          | −2,6 (27,3)                                                          | −3,4 (25,9)                                                          | −2,6 (27,3)                                                          | −1,2 (29,8)                                                          | 0,1 (32,2)                                                           | 2,1 (35,8)                                                           | 3,3 (37,9)                                                           | 0,7 (33,3)                                                           |
| Temperatura diària mínima °C (°F)                                    | 0,5 (32,9)                                                           | 0,4 (32,7)                                                           | −1,0 (30,2)                                                          | −3,8 (25,2)                                                          | −5,6 (21,9)                                                          | −7,8 (18)                                                            | −9,6 (14,7)                                                          | −8,2 (17,2)                                                          | −6,6 (20,1)                                                          | −4,1 (24,6)                                                          | −2,1 (28,2)                                                          | −0,8 (30,6)                                                          | −4,1 (24,6)                                                          |
| Font: CPTEC/INPE                                                     |                                                                      |                                                                      |                                                                      |                                                                      |                                                                      |                                                                      |                                                                      |                                                                      |                                                                      |                                                                      |                                                                      |                                                                      |                                                                      |